# Cryptochondria tricaudata
Cryptochondria tricaudata is een eenoogkreeftjessoort uit de familie van de Chondracanthidae. De wetenschappelijke naam van de soort is voor het eerst geldig gepubliceerd in 1971 door Izawa.